# 青年佔領政治
青年佔領政治（Youth Occupy Politics）是一個台灣青年政治組織，致力於推動「第八次憲改」、下修投票與參選年齡、選制改革與青年參政，現任組織領導人為冼義哲，起源於2014年3月18日到4月10日的太陽花學運，2014年4月25日成立。
2014年9月6日，青年佔領政治在救國團劍潭海外青年活動中心312教室以「首選」為主題舉辦會師記者會，推出青年28人投入2014年九合一選舉，請來台北市市長參選人馮光遠與台灣少年權益與福利促進聯盟研發專員吳政哲站台背書。
2015年2月11日，人民民主陣線、樹黨與青年佔領政治合開記者會，反對2016年合併舉行總統選舉與立法委員選舉，並批評合併選舉是大黨鞏固自己利益而非深化民主的手段。

## 相關人物
- 冼義哲：青年佔領政治共同創辦人之一，也是實際領導人，時為東海大學政治學系政治理論組學生，出生澎湖縣，畢業於馬公高中，2014年登記參選馬公市民代表，中選會表示依公職人員選舉罷免法規定，選舉人年滿23歲，得於其行使選舉權的選舉區登記為公職人員候選人，但因時為22歲，未達法定年齡23歲門檻（憲法130條），不准予登記。2015年獲樹黨黨員大會提名參選澎湖縣立委選舉，現任樹黨共同黨主席。[3]
- 邱柏瑋：青年佔領政治共同創辦人之一，東海大學政治系學生，出生高雄市，高雄市立中山高級中學畢業，2014年登記參選嘉義市議員，但因時為21歲，未達法定年齡23歲門檻（憲法130條），不准予登記，現任樹黨中評委。
- 潘翰聲：青年佔領政治共同創辦人之一，現任樹黨策略長，近幾年參加各種選舉，例如台北市議員、立法委員等，主要扮演青年佔領政治的協助者。
- 巫紫汝：青年佔領政治共同創辦人之一，出生台北市文山區，在宜蘭居住17年，2014年登記參選宜蘭縣議員，但因時為21歲，未達法定年齡23歲門檻（憲法130條），不准予登記。目前因生涯規劃，已淡出組織，現為花旗（台灣）銀行信用卡業務專員。
- 張峻偉：青年佔領政治行政部主任，負責組織行政庶務，後出任冼義哲2016年立法委員選舉特助、樹黨駐日代表。
- 林佳諭：青年佔領政治台北辦公室主任，輻射屋受害者，畢業於台北科技大學環境工程與管理研究所碩士班，前樹黨共同黨主席，2014年曾代表樹黨選中正萬華區台北市議員，以9,965票（5.12%）成為落選頭，2015年再獲樹黨提名參選台北市第五選區（萬華、北中正）立委選舉，後來在選舉期間因身體因素於登記截止前退選，改由尤瑞敏（蔡媽媽）代表樹黨參選該選區立委。
- 高毅心：曾為青年佔領政治主要成員，亞洲大學健康產業管理學系學生，後轉學至輔仁大學就讀進修部中文系，曾在2014年選舉期間佔盡各大新聞版面，也上過各大政論節目，目前不定期主持網路節目「鄉民給問嗎？」，2014年19歲時被樹黨提名參選士林北投區台北市議員，成為組織中最年輕的參選人，但因未到法定年齡，不准予登記；2015年加入自由台灣黨，擔任核心成員，積極推動台獨運動，但後來過沒多久又退出，現任「心黨」黨主席（由一群喜歡高毅心的網友在臉書上成立的粉絲專頁，並非實際政黨）。
- 許育綸：青年佔領政治新竹辦公室主任，國立臺灣師範大學地理學系空間資訊碩士。參選前長期投入文資保存、護樹等草根運動，曾發起「新竹市老屋發展處」及「台灣日式宿舍群近來可好」臉書，也積極組織守護新竹刑務所舊官舍計劃。當選市民代表後成立公民參與平台，將身為民意代表所能接觸到的議題和資訊公開，讓公民意見的參與成為決策的一部份。
- 羅丹：青年佔領政治性/別平權部主任，國立台灣師範大學國文系生，現任台師學生會副會長，長期致力於動物保護運動，並積極關注「人權、學生權益、勞動、青年參政、性／別、蔬食」等議題，曾任台師第18屆學生會工作會成員、第19屆學生議員，2015年曾參選第20屆台師學生會會長獲第二高票，選後受邀出任學生會副會長。亦是「解放余澎杉運動」臉書專頁發起人。
- 洪國珍：青年佔領政治成員，現為澎湖青年陣線籌備委員，畢業於馬公高中，曾任第四屆馬公高中辯論社副社長，就讀逢甲大學都資系，出任冼義哲2016年立法委員選舉特助。

## 拿下5席民代
太陽花學運掀起青年參政風潮，「青年佔領政治」2014年九合一選舉推出十八名青年投入鎮長、里長、市民代表等基層選舉，2014年12月12日舉行成果發表會，宣布十八名候選人中共有五人當選，分別是竹北市民代表許育綸、宜蘭縣議員薛呈懿、集集鎮長陳紀衡、金龍里長鄭允強、綠川里長薛雅文；其餘落選成員，得票幾乎都達到門檻，拿回保證金。他們同時高呼「大於十八我要投票、小於廿三我要參選」等口號，宣示推動修改憲法第一三〇條等選制改革，讓更多年輕人參與政治。
2014年12月11日，青年佔領政治受台灣團結聯盟立法院黨團之邀請，參加「九合一選舉檢討暨未來公職人員選舉制度改革」
公聽會，呼籲降低或廢除保證金﹑推動公費選舉﹑公民監票﹑下修參選與投票年齡﹑廢除議員配合款﹑推動議會比例代表制﹑以及區自治。

## 當選人
- 許育綸: 台灣樹黨籍政治人物。2014年投入竹北市民代選舉，拿下第一高票當選新竹縣竹北市市民代表。
- 鄭允強：台灣無黨籍政治人物。參與民進黨「民主小草」，當選台北市內湖區金龍里里長。
- 薛雅文：台灣無黨籍政治人物。參與民進黨「民主小草」，當選台中市中區綠川里里長。
- 薛呈懿：台灣無黨籍政治人物，就讀台大城鄉所。2014年投入宜蘭縣議員選舉，原本是樹黨候選人但競選期間改以無黨籍參選，拿下宜蘭縣第八選舉區冬山鄉含婦女保障名額第一高票，成為最年輕的當選人。
- 陳紀衡：台灣樹黨籍政治人物，淡江大學資訊工程學系畢業。2014年投入南投縣集集鎮鎮長選舉，拿下第一高票當選鎮長。

## 影片
- 【五六運動 - 公民論壇】 65集 - 青年佔領政治2014年6月6日[6]

## 外部連結
- 青年佔領政治的Facebook專頁
- YouTube上的青年佔領政治頻道